# PGC 84142
LEDA/PGC 84142 ist eine Galaxie im Sternbild Bärenhüter am Nordsternhimmel. Sie ist schätzungsweise 592 Millionen Lichtjahre von der Milchstraße entfernt und hat einen Durchmesser von etwa 70.000 Lichtjahren.
Im selben Himmelsareal befinden sich unter anderem die Galaxien NGC 5567, NGC 5579, PGC 51158, PGC 2061435.